# Nicolás Romero (coronel)
Nicolás Romero (Nopala de Villagrán, Hidalgo,  6 de diciembre de 1827 - Ciudad de México,  18 de marzo de 1865), apodado El León de las Montañas, fue un militar y guerrillero mexicano que participó en la Guerra de Reforma y en la Segunda Intervención Francesa en México. Fue hijo de Manuel Romero y María Gertrudis. Estuvo casado con Eulalia Flores, con quien contrajo nupcias en 1864.
Antes de su participación armada, fue agricultor y trabajador textil en la Fábrica de Hilados y Tejidos "La Colmena".

## Trayectoria militar
Se incorporó a la Guerra de Reforma en 1858, combatió junto a las fuerzas de Aureliano Rivera, estuvo al mando de su batallón del "Ejército Federal-Guerrilla Zaragoza-Escuadrón Romero", integrada por tres compañías: lanceros, carabineros y exploradores, con quienes combatió a los conservadores y franceses en las montañas de los estados de México, Michoacán y Guerrero. Su reputación hizo que en la intervención francesa el gobierno lo llamara a combatir con las instrucciones de levantar un escuadrón para realizar expediciones en los rumbos de Tlalnepantla, Cuautitlán, Jilotepec y Zumpango. Se le dio el grado de teniente coronel y en abril de 1861 se le nombró prefecto de Tlalnepantla. Así, Romero reunió inicialmente a 30 hombres, y tuvo su primer enfrentamiento en mayo de 1861 en Cuautitlán cuando se vieron atacados por Patricio Granados, quien estaba al frente de 150 hombres. Granados fue herido mortalmente por los hombres de Romero, quienes obedecieron su estrategia y liderazgo, y en donde dio muestra de sus brillantes cualidades que más tarde harían de Romero el arquetipo del guerrillero mexicano.
Participó en la Batalla de Puebla, ayudando a la victoria sobre el ejército al mando del Conde de Lorencez. En uno de sus tantos ataques a tropas y convoy franceses, comenzaron a usar camisas rojas y desde entonces se les dio la denominación popular de Los Colorados de Romero. Entre 30 y 500 hombres conformaron su tropa, pero el número más constante fue el de 150. Entre 1860 y 1865 dirigió un total de 43 acciones, todas a favor del bando republicano y de la lucha encabezada por Benito Juárez. 
Su grupo guerrillero de resistencia al ejército galo operó en los estados de México, Michoacán y Guerrero, en ocasiones acompañado de los guerrilleros Catarino Fragoso, Baltasar Téllez Girón e Ignacia Riesch y bajo el mando de Vicente Riva Palacio. 
Por su valentía y arrojo, lo llamaron El León de las Montañas, Arquetipo de los Chinacos, Azote de los Franceses, El Guerrillero de la Reforma y El Héroe de Tierra Caliente, y se convirtió en uno de los enemigos más populares de Maximiliano de Habsburgo.
En 1865, fue emboscado en la cañada de Papazindán por el Ejército Francés y, luego de un Juicio Sumario fue acusado de rebeldía, bandidaje y traición a la patria, fue  fusilado el 18 de marzo de 1865 en la Plaza de Mixcalco de la Ciudad de México, en unión de sus compañeros, el comandante Higinio Álvarez, el alférez Encarnación Rojas y el mariscal Roque Flores.

## Homenajes
En honor a su memoria, el 7 de enero de 1868, por Decreto n.º 3 de la Legislatura Local, el coronel Nicolás Romero fue declarado "Benemérito del Estado de México", y por Decreto n.º 38, el 18 de abril de 1898, el pueblo de Monte Bajo, cabecera del municipio del mismo nombre, fue elevado a la categoría de villa con el nombre de Villa Nicolás Romero, como respuesta a la solicitud de 198 vecinos para modificar el nombre y recordar al "patricio que fue tejedor de la fábrica Colmena".
Por su parte, en el estado de Michoacán existen: el Municipio de Tiquicheo de Nicolás Romero y la comunidad de El Limón de Papatzindán de Romero. Además, el municipio Villa Nicolás Romero fue elevado, en septiembre de 1998, por Decreto n.º 63, a Ciudad Nicolás Romero.[cita requerida]